# 사이가타촌
사이가타촌(犀潟村)은 니가타현 나카쿠비키군에 설치되었던 촌이다. 현재의 조에쓰시에 해당한다.